# ラケッシュ・シャルマ
ラケッシュ・シャルマ（Wing Commander Rakesh Sharma、1949年1月13日 - ）は、インド空軍のテストパイロットで、インターコスモスの一環としてソユーズT-11に搭乗した宇宙飛行士である。宇宙を訪れた最初のインド人となった。

## 生い立ち
シャルマは1949年にパンジャブ州パティヤーラで生まれ、ハイデラバードのセントジョージ小学校に通った。1966年7月に空軍の士官候補生として国防大学校に入学し、1970年にテストパイロットとなった。1971年のパキスタンとの戦闘では、MIGに乗って何度も出撃し、功績を挙げた。

## 宇宙飛行
シャルマは急速に階級を上げ、部隊長となった。1984年にはインド宇宙研究機関とソビエト連邦のインターコスモスの共同宇宙プログラムに参加し、サリュート7号で8日間を宇宙で過ごした。1984年4月3日に2人のソビエト人宇宙飛行士とともにソユーズT-11で打ち上げられた。宇宙飛行中は、ヒマラヤ山脈に水力発電所を作るために北インドの多スペクトルの写真を撮影した。彼は当時の首相インディラ・ガンディーに、宇宙からインドはどう見えたか尋ねられ、Main binaa jhijhak ke keh sakta hoon.., Sare Jahan Se Achcha Hindustan Hamara（我々の国ヒンドゥスタンは世界で最高だと、私は疑いなく言うことが出来ます）という有名な返答をしている。
地球に帰還するとソ連政府からソ連邦英雄を受けた他、インド政府からは2人のソ連人乗組員とともに、平時の最高の栄誉であるアショカ・チャクラ賞を授与された。
空軍中佐の階級で退役すると、シャルマはヒンドスタン航空機のテストパイロットとなり、後にバンガロールのNational Flight Test Centerを本拠として、国産戦闘機のテジャス等の試験飛行を行った。